# RAG AG
RAG Aktiengesellschaft, RAG AG — німецьке акціонерне товариство, що на початку XXI століття є єдиним виробником кам'яного вугілля в своїй країні із загальним обсягом видобутку — 66 млн т в різних країнах світу. Раніше мала назву Ruhrkohle AG.
RAG Coal International в США має 16 кар'єрів і підземних шахт в різних штатах і басейнах. В Австралії контролює видобуток 8 млн т вугілля, у Венесуелі 20 % акцій по кар'єру Paso Diablo.